# Viquipèdia en japonès
La Viquipèdia en japonès (ウィキペディア Uikipedia?) és l'edició en japonès de la Viquipèdia, una enciclopèdia lliure i oberta. Aquesta edició és la cinquena més gran després de la Viquipèdia en anglès, la Viquipèdia en alemany, la Viquipèdia en francès i la Viquipèdia en polonès. Va començar al setembre de 2002, i en l'actualitat març 2025 té 1.295.966 articles.
El maig del 2001 es van crear dotze edicions de la Viquipèdia en diferents llengües, incloent-n'hi una en japonès. Tant la portada com les altres pàgines estaven escrites en alfabet llatí o romaji, ja que el programari no permetia caràcters japonesos.
El primer article va ser "Nihongo No Funimekusu" (encara que era incorrecte, probablement volia dir onso taikei (fonologia) i estava escrit en romaji.
L'1 de setembre del 2002, el programari va ser actualitzat a la "Fase III" i els articles van ser traslladats a la nova versió. Va ser en aquest punt en el qual es va traduir el programari interfície al japonès.
Com a polítiques particulars destaca la prohibició de copiar trossos d'articles per fer-ne d'altres fins i tot dins la mateixa viquipèdia japonesa, ja que es considera una violació de la llicència. Es prohibeix citar noms de persones que no siguin personatges públics.